# Dämmerung

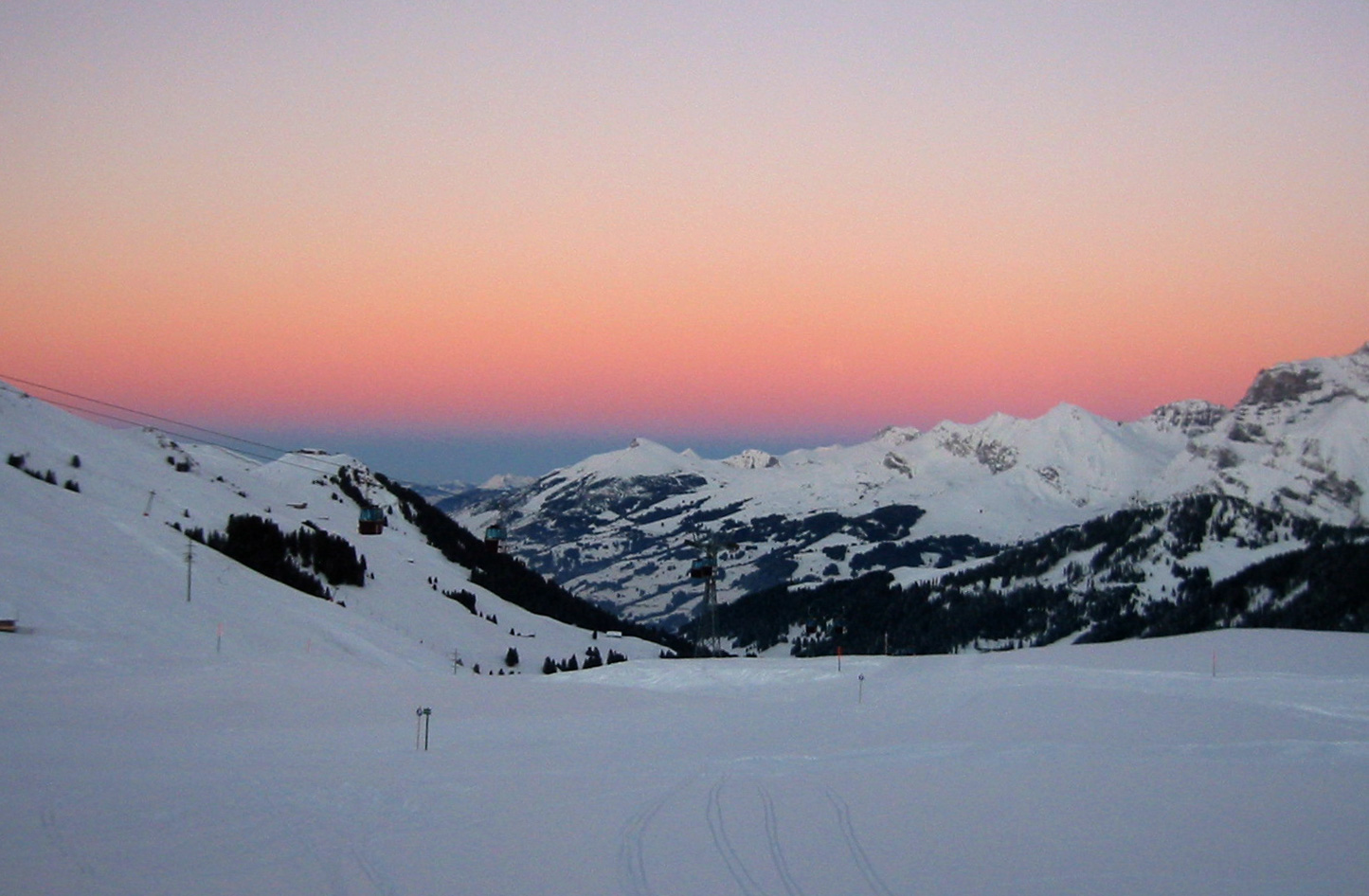
Gegendämmerung mit Gegendämmerungsbogen (Venusgürtel) über dem blaugrauen Erdschattenbogen.

Dämmerung über nautischem Horizont mit zunehmendem Mond; die Erde schattet den Himmel nahezu rundum ab.

Als Dämmerung bezeichnet man den fließenden Übergang von Lichtverhältnissen zu Anfang und Ende des lichten Tages im Wechsel zur Nacht, die aufgrund des Sonnenstandes und der Lichtstreuung in der Atmosphäre entstehen. Das wahrgenommene Licht wird als Dämmerlicht oder Dämmerschein bezeichnet.

## Begriffe
Man unterscheidet zwischen
- Morgendämmerung, auch Morgengrauen (vor Sonnenaufgang) – dem morgendlichen Übergang von der Dunkelheit der Nacht zur Helligkeit des Tages – und
- Abenddämmerung (nach Sonnenuntergang) – dem abendlichen Übergang vom Licht des Tages zur Dunkelheit der Nacht.

Gemäß Definition ist der Sonnenaufgang der Moment, in dem die Oberkante der Sonnenscheibe den geozentrischen oder wahren Horizont überschreitet. Das bedeutet, die Morgendämmerung endet mit dem Erscheinen des oberen Randes der Sonnenscheibe über diesem Horizont. Umgekehrt beginnt die Abenddämmerung mit dem Verschwinden des oberen Randes der Sonnenscheibe unter diesem Horizont. Die Zeitspanne, während der die Sonnenscheibe auftaucht oder absinkt, gehört also zum Tag und nicht zur Dämmerung, auch wenn die Helligkeit der Sonne während dieser Zeitspanne noch zunimmt bzw. bereits abnimmt.
Im Dämmerungsverlauf lassen sich Phasen unterscheiden und danach abgrenzen, wie tief die Sonne unter dem Horizont steht. Hierfür wird der Sonnenstand unter dem Horizont angegeben als Tiefenwinkel der Sonnenscheibenmitte. Nach der Dämmerungstiefe werden üblicherweise drei Dämmerungsphasen unterschieden, deren Ende jeweils ein bestimmter Winkel terminiert, so abendlich

Dämmerungsphasen

- bürgerliche Dämmerung – Lesen im Freien schon/noch möglich (Tiefenwinkel bis 6 Grad)
- nautische Dämmerung – Horizont (Kimmlinie) schon oder gerade noch erkennbar und einige Sterne gerade noch/schon sichtbar, anhand derer die Möglichkeit zur nautischen Navigation besteht (Tiefenwinkel bis 12 Grad)
- astronomische Dämmerung – bis zur maximalen Dunkelheit tiefer Nacht oder ab deren Ende (Tiefenwinkel bis 18 Grad)

Infolge zahlreicher irdischer Beleuchtungsquellen ist vielerorts nach dem astronomischen Dämmerungsende kein völlig schwarzer Nachthimmel zu erleben; diese Aufhellung wird auch als Lichtverschmutzung bezeichnet.

## Dauer
Die Dauer der drei Dämmerungsphasen hängt von der Schiefe der scheinbaren Sonnenbahn beim Aufgang oder Untergang ab. Diese hängt von der geografischen Breite des Standorts und der Jahreszeit ab.
Am kürzesten währt die Dämmerung, wenn die Sonne senkrecht untergeht. Dies passiert ausschließlich zwischen den Sonnenwendekreisen, beispielsweise zur Tagundnachtgleiche nahe dem Erdäquator. Einen Vollkreis von 360° in einem Tag von 24 Stunden zu beschreiben, ergibt eine Geschwindigkeit von 6° in 24 Minuten. Da es beim der Nacht näheren Anfang/Ende der Dämmerung auf den Mittelpunkt der Sonne ankommt, bei dem dem Tag näheren Anfang/Ende darauf, dass die gesamte Sonnenscheibe unterhalb des Horizonts ist, sind die Zeiten etwas kürzer als 24, 48 und 72 Minuten: Die kürzeste Dämmerungszeit ist bürgerlich 21 Minuten, nautisch 45 Minuten und astronomisch 69 Minuten nach Sonnenuntergang zu Ende.
Am 50. Breitengrad dauern die drei Dämmerungsphasen zusammen morgens und abends jeweils mindestens zwei Stunden. Das astronomische Ende wird in den kurzen Nächten um die Sommersonnenwende nicht erreicht: Die abendliche geht in die morgendliche Dämmerung über (Mitternachtsdämmerung bzw. „Weiße Nächte“).
In Regionen ab dem Polarkreis (rund 67° Breite) geht die Sonne zu diesem Termin nicht unter (Mitternachtssonne) und ein halbes Jahr später nicht auf (Polarnacht).
Die längsten möglichen Dämmerungszeiten werden somit dadurch erreicht, dass die Sonne nach Untergang das entsprechende Niveau unterm Horizont nur erreicht, aber nicht unterschreitet.
Am Nordpol dauert der Sonnenuntergang 32 Stunden. Dann folgt 12 Tage bürgerliche Dämmerung (vom 24. September bis zum 8. Oktober), 16 Tage nautische Dämmerung (8. Oktober bis 24. Oktober), 19 Tage astronomische Dämmerung (24. Oktober bis 12. November). Und für den Zeitraum von 80 Tagen, vom 12. November bis zum 28. Januar, ist die Polarnacht tatsächlich Nacht in dem Sinne, dass die Sonne mehr als 18° unterm Horizont steht.
Diesseits von 84,6° (90° + 18° – {\displaystyle \varepsilon } mit {\displaystyle \varepsilon } = (Schiefe der Ekliptik) ≈ 23° 26') nördlicher/südlicher Breite geht der Sonnenmittelpunkt jeden Tag höher als 18° unterm Horizont. Es gibt also auch in der dunkelsten Nacht des Jahres außer dunkler Nacht einen hellen Moment astronomischer Dämmerung. Die längste astronomische Dämmerung dauert hier fast 13 Stunden.
Diesseits von 78,6° (z. B. Longyearbyen) geht der Sonnenmittelpunkt jeden Tag höher als 12° unterm Horizont, auch in der dunkelsten Nacht des Jahres gibt es (neben Nacht und astronomischer Dämmerung) einen hellen Moment nautischer Dämmerung. Jenseits davon geht mindestens einmal die morgendliche astronomische Dämmerung in die abendliche astronomische Dämmerung über, die dann insgesamt fast neun Stunden dauert.
Diesseits von 72,6° geht der Sonnenmittelpunkt jeden Tag höher als 6° unter den Horizont, auch in der dunkelsten Nacht des Jahres gibt es einen hellen Moment bürgerlicher Dämmerung. Jenseits davon geht mindestens an einem Tag die morgendliche nautische Dämmerung direkt in die abendliche nautische Dämmerung über, die dann insgesamt drei Stunden dauert.

### Kein Sonnenaufgang
Diesseits von 67,4° (90° + 50' – {\displaystyle \varepsilon }) steigt der oberste Punkt der Sonnenscheibe jeden Tag über den Horizont. Polseitig von 67,4° dagegen geht am dunkelsten Tag des Jahres die morgendliche bürgerliche Dämmerung in die abendliche über, die dann etwa fünf Stunden dauert.

### Kein Sonnenuntergang
Polseitig von 65,73° (90° – 50' – {\displaystyle \varepsilon }) (z. B. Tromsø) gibt es am hellsten Tag des Jahres keinerlei Dämmerung und keine Nacht, weil der obere Rand der Sonnenscheibe oberhalb des Horizonts bleibt. Äquatorseitig von 65,73° gibt es jeden Tag einen vollständigen Sonnenuntergang und eine Dämmerung,
der obere Sonnenrand geht jeden Tag unter den Horizont. Die längste Dauer bürgerlicher Dämmerung sind 5,5 Stunden.
Polseitig von 60,6° (z. B. Lillehammer) gibt es in der hellsten Zeit des Jahres keine Nacht, keine astronomische Dämmerung und keine nautische, die abendliche bürgerliche Dämmerung geht in die morgendliche über, die dann insgesamt fünf Stunden dauert, die Sonne sinkt am hellsten Tag des Jahres nicht unter 6° unter den Horizont.
Polseitig von 54,6° (also z. B. in Flensburg und auf Sylt) gibt es in der hellsten Zeit des Jahres keine Nacht und keine astronomische Dämmerung, die abendliche nautische Dämmerung geht in die morgendliche über, die Sonne sinkt am hellsten Tag des Jahres nicht unter 12° unter den Horizont.
Polseitig von 48,6° (z. B. in Stuttgart oder weiter nördlich) gibt es in der hellsten Zeit des Jahres keine Nacht, die abendliche astronomische Dämmerung geht in die morgendliche über, die dann fast fünf Stunden dauert; die Sonne sinkt in der hellsten Nacht nicht unter 18° unter den Horizont.
Vom Äquator aus bis 48,6° (z. B. in München oder weiter südlich) gibt es jeden Tag alle Dämmerungsphasen und die Nacht wird jeden Tag erreicht.

## Definition und Ursache

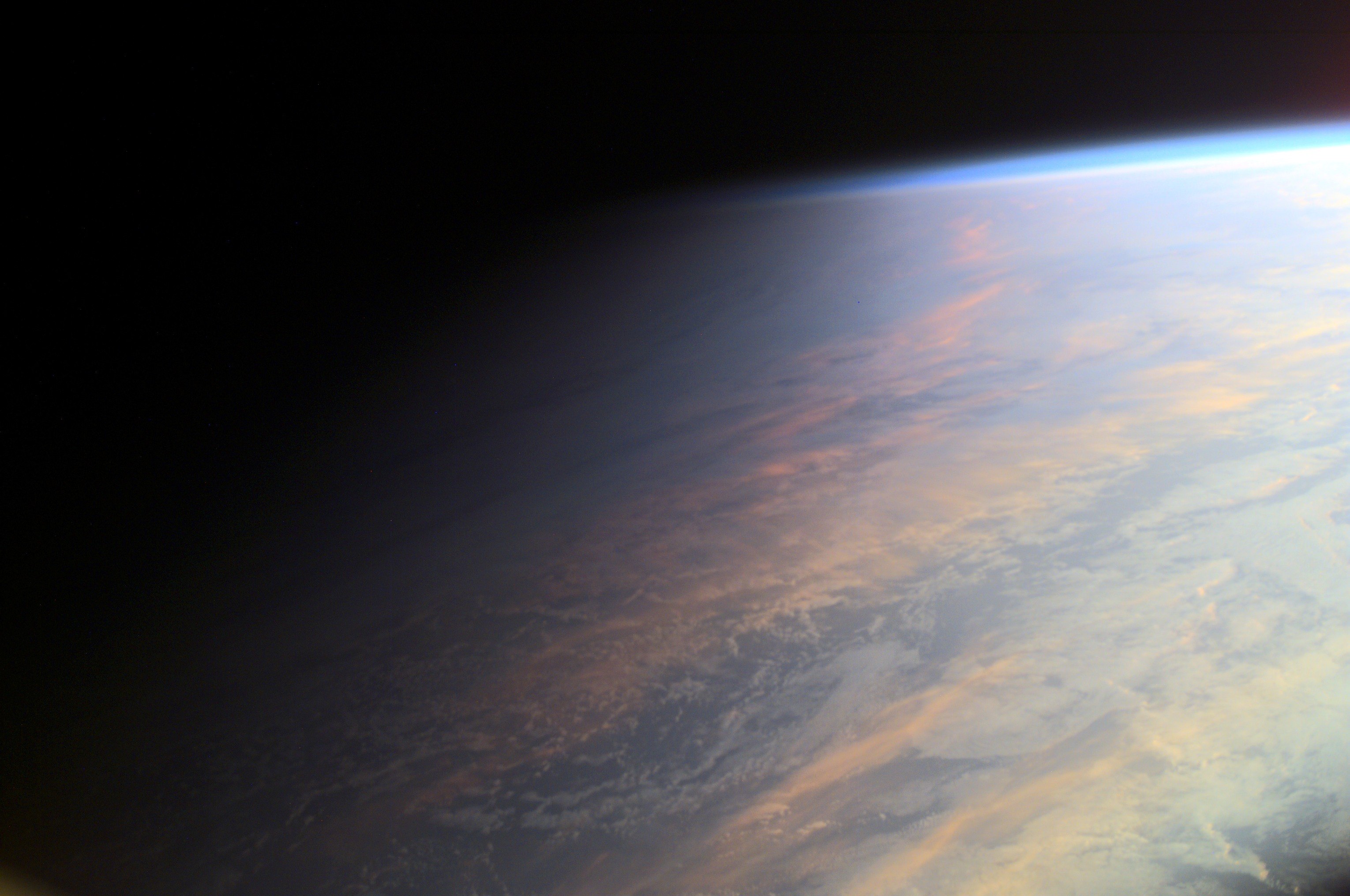
Infolge ihrer Atmosphäre ist auf der Erde die Grenze zwischen Licht- und Schattenseite unscharf (aufgenommen in etwa 390 km Höhe, von der ISS aus)

Physikalisch bedeutet Dämmerung die Zeitspanne, in der gestreutes Restlicht der Sonne, die unter dem Horizont steht, von einem Ort aus sichtbar ist. Sie dauert so lange, wie die zur Zone des Dämmerlichts nachtseitig verbreiterte Tag-Nacht-Grenze über diesen Standort hinwegzieht. Dämmerungszonen gibt es auf allen Planeten mit einer Atmosphäre. Der Erdmond oder atmosphärelose Planeten wie Merkur haben hingegen keine Dämmerung, auf den hellen Tag folgt dort schlagartig die dunkle Nacht.
Die Streuung des Sonnenlichts in hohen Schichten der Erdatmosphäre ist der Grund für die Übergangsphase der Dämmerung. Diese Streuung erfolgt sowohl an der Luft selbst als auch an eventuell vorhandenen Partikeln (Aerosolen). Da Morgen- und Abenddämmerung in ihrer Ursache gleich und nur von ihrem Ablauf her unterschiedlich sind, wird hier zunächst nur die Abenddämmerung betrachtet.
Über einem Beobachter, für den soeben die Sonne untergegangen ist, werden die höheren Luftschichten noch längere Zeit von der Sonne beleuchtet. Diese Luftschichten streuen einen Teil des durchdringenden Sonnenlichts in die Richtung des Beobachters, dem sie daher mehr oder weniger hell leuchtend erscheinen. Der größte Teil des gestreuten Lichts wird nur wenig aus seiner ursprünglichen Richtung abgelenkt, und der Beobachter erblickt daher das hellste (überwiegend rötliche) Leuchten, wenn er in die Richtung schaut, in der die Sonne knapp unter dem Horizont steht. Licht, das den Beobachter aus anderen Richtungen des Himmels erreicht, ist um größere Winkel gestreut worden, was mit geringerer Intensität und mehr Blauanteil geschieht. Sonnenfernere Himmelsregionen erscheinen daher zunehmend dunkler.

### Bürgerliche, nautische, astronomische Dämmerung
Der Sonnenuntergang dauert in Äquatornähe etwa 2 Minuten, in Mitteleuropa etwa 3–4 Minuten vom ersten Kontakt der Sonnenscheibe mit dem Horizont bis zu ihrem vollständigen Verschwinden, an den Polen dauert der Sonnenuntergang 32 Stunden.
In der Astronomie werden für die anschließende Dämmerung drei Phasen unterschieden. Geht man vom Sonnenuntergang aus, verläuft die abendliche Dämmerung wie folgt:

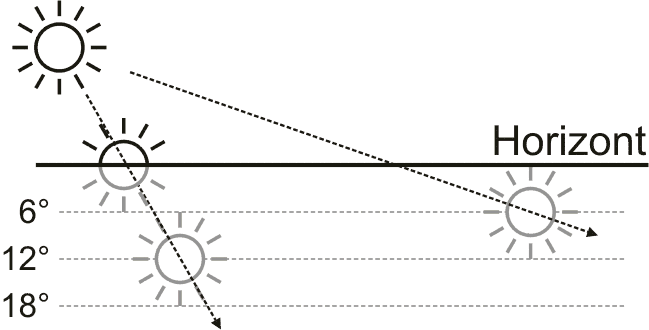
Die Dämmerungsphasen nach Sonnenuntergang verlaufen bei steilerer Sonnenbahn rascher

- Die bürgerliche Dämmerung, auch zivile Dämmerung, dauert in Deutschland am Nordende 36 bis 58 Minuten, am Südende 30 bis 40 Minuten, zu den Sonnenwenden am längsten, zu den Tag-und-Nacht-Gleichen am kürzesten. Während die Himmelshelligkeit langsam abnimmt, werden zunächst die hellen Planeten sichtbar, insbesondere Venus und Jupiter. Gegen Ende der bürgerlichen Dämmerung kann ein gutes Auge bereits die hellsten Sterne bis zur 1. Magnitude erkennen. Die bürgerliche Dämmerung beginnt mit dem Sonnenuntergang und endet nach astronomischer Definition, wenn der Mittelpunkt der Sonnenscheibe 6 Grad unter dem wahren Horizont steht. Das Ende der bürgerlichen Abenddämmerung wird in der Luftfahrt mit dem Kürzel ECET bezeichnet, der Beginn der bürgerlichen Morgendämmerung mit BCMT.
- Die nautische Dämmerung oder mittlere Dämmerung dauert länger als die bürgerliche Dämmerung. (Am Nordende Deutschlands 42 Minuten bis fast 5 Stunden, am Südende 35 bis 56 Minuten.) Im Verlauf dieser Dämmerungsphase können bereits Sterne bis zur 3. Größe und so auch die Züge von Sternbildern erkannt werden, während auf See die Kimm als Linie zwischen Meer und Himmel noch deutlich sichtbar ist. Damit sind die Bedingungen für eine nautische Positionsbestimmung mit dem Sextanten gegeben, bei der die Höhe bestimmter Sterne über dem Horizont gemessen wird. Die nautische Dämmerung endet nach astronomischer Definition, wenn der Mittelpunkt der Sonne 12 Grad unter dem wahren Horizont steht.
- Die astronomische Dämmerung hält noch länger als die nautische Dämmerung an (am Südende Deutschlands 37 Minuten bis 4,5 Stunden, am Nordende nicht existent bis 5 Stunden pro Nacht). Sie umfasst die anschließende Phase der Dämmerung, bis es nicht mehr dunkler wird, und endet, wenn der Sonnenmittelpunkt 18 Grad unter dem wahren Horizont steht. Erst dann beginnt in astronomischem Sinne die eigentliche Nacht – das heißt, der Himmelshintergrund wäre ohne Restlicht künstlicher Lichtquellen völlig dunkel geworden.

Dabei hängt der Zeitpunkt des Einsetzens der jeweiligen Dämmerungsphase vom Längengrad und somit von der wahren Sonnenzeit ab. Ungefähr 24 Stunden benötigt die Erde für eine Rotation von 360° um die eigene Achse, gleichbedeutend mit ca. 4 Minuten pro Längengrad und rund 15° in einer Stunde. Zum Beispiel setzt in Berlin die Dämmerung etwa 30 Minuten früher ein als in Köln, das ca. 7° westlicher liegt.
Am Ende der Nacht, wenn der Sonnenaufgang bevorsteht, werden die Dämmerungsphasen in umgekehrter Reihenfolge bis zum Sonnenaufgang durchlaufen.
Die Definitionen der Dämmerungsphasen beziehen sich auf die so genannte geometrische Höhe der Sonne unterhalb des Horizonts. Die Refraktion und andere Einflüsse auf die beobachtete Sonnenposition bleiben daher unberücksichtigt. Zur individuellen Berechnung von Zeitpunkten, zu denen die Sonne bestimmte Höhen erreicht, siehe Sonnenstand.

### Dauer
Die Dämmerungsdauer hängt zunächst vom Breitengrad des Beobachtungsstandortes ab. Am Äquator steht die scheinbare Sonnenbahn steil auf dem Horizont und die Dämmerung dauert nur kurz. Zu den Polen hin schneidet die Sonnenbahn den Horizont in flacherem Winkel und die Dämmerung dauert länger. Mit wachsender Äquatorferne können sich Dämmerungsphasen derart verlängern, dass eine abendliche in eine morgendliche übergeht. So kommt es in den nördlichen Zonen Europas, Asiens, Nordamerikas und der Südspitze Südamerikas zu bestimmten Zeiten im Jahr vor, dass eine Dämmerungsphase ohne Unterbrechung währt und eine tiefere Phase nicht mehr erreicht wird.

Dämmerungszonen in Europa an einem 21. Juni

Auf einer gegebenen geografischen Breite hängt der Winkel, unter dem die Sonne untergeht, auch von der Jahreszeit ab, sodass die Dämmerungsdauern im Verlauf eines Jahres leicht schwanken. Die längsten Dämmerungszeiten werden jeweils zu den beiden Sonnenwenden erreicht. Die kürzesten Dämmerungszeiten treten nahe den Tagundnachtgleichen ein.
Abhängig von Jahreszeit und geografischer Breite ist die Dauer von Dämmerungsphasen also unterschiedlich. Als grober Anhalt für Breiten unterhalb des Polarkreises dauert die bürgerliche Dämmerung oder zivile Dämmerung etwa eine gute halbe Stunde, die nautische Dämmerung oder mittlere Dämmerung mehr als eine und die astronomische Dämmerung etwa anderthalb bis drei Stunden – falls die Dämmerungsphasen durchlaufen werden.

#### Dauer der Dämmerung auf verschiedenen Breitengraden

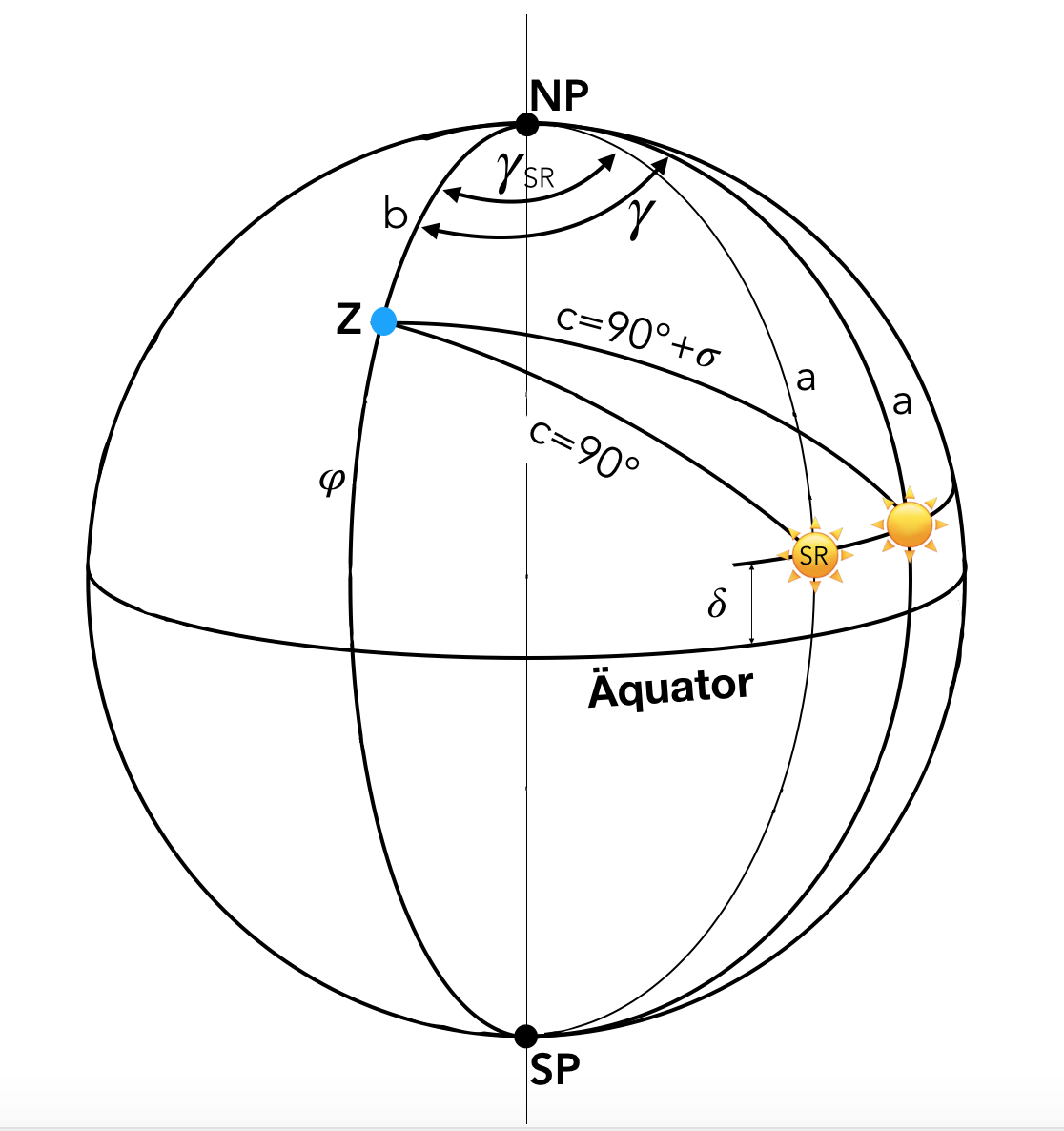
Sonne am Himmelszelt bei Dämmerung und Sonnenaufgang (SR)

Die Tabellen zeigen, um wie viele Minuten nach Sonnenuntergang die betreffende Dämmerungsphase endet, beziehungsweise um wie viele Minuten vor Sonnenaufgang sie beginnt. Auch am Äquator werden die längsten Dämmerungszeiten zu den beiden Sonnenwenden erreicht. Die kürzesten Dämmerungszeiten fallen mit den Tagundnachtgleichen zusammen.
Die Dauer der drei Dämmerungsphasen kann, ähnlich wie die Berechnung des Azimuts der aufgehenden Sonne, mit dem Seiten-Kosinussatz der sphärischen Trigonometrie berechnet werden. Dazu betrachtet man das Dreieck, das am Himmelszelt durch den Nordpol {\displaystyle (NP)}, den Zenit {\displaystyle (Z)} des Beobachters und durch die Position der Sonne aufgespannt wird. {\displaystyle \varphi } ist die geographische Breite des Beobachters und {\displaystyle \delta } die momentane Deklination der Sonne. {\displaystyle c} ist die Zenitdistanz der Sonne vom Betrachter aus gesehen. Die drei Seiten {\displaystyle a,b,c} des Dreiecks sind somit {\displaystyle a=(90^{\circ }-\delta )} und {\displaystyle b=(90^{\circ }-\varphi )}. Bei Sonnenaufgang ist die Zenitdistanz {\displaystyle c}  der Sonne 90°. Für die Grenzen der drei verschiedenen Dämmerungsphasen hat die Sonne, die unter dem Horizont steht, eine Zenitdistanz {\displaystyle c=90^{\circ }+\sigma }, wobei {\displaystyle \sigma =} 6°, 12° oder 18° ist.
{\displaystyle \gamma } ist der Winkel am Nordpol zwischen dem Meridian des Beobachters und dem momentanen Meridian der Sonne für eine bestimmte Dämmerungsgrenze {\displaystyle \sigma }. {\displaystyle \gamma _{SR}} (SR = sunrise) ist der entsprechende Winkel bei Sonnenaufgang, also bei einer Zenitdistanz von 90° 50'. Vom Moment, an dem die Sonne {\displaystyle \sigma } Grade unter dem Horizont steht bis zum Sonnenaufgang dreht sich die Erde um einen Winkel von {\displaystyle \Delta \gamma =\gamma -\gamma _{SR}}. Für die Drehung um den Winkel {\displaystyle \Delta \gamma } braucht die Erde
{\displaystyle t_{D}={\frac {\Delta \gamma }{360^{\circ }}}\cdot 24\ {\text{Stunden}}}  bzw.  {\displaystyle t_{D}={\frac {\Delta \gamma }{360^{\circ }}}\cdot 1440\ {\text{Minuten}}}.

Die Winkel {\displaystyle \gamma } und {\displaystyle \gamma _{SR}} berechnen sich wie folgt:
| Der Seiten-Kosinussatz lautet:                                   | {\displaystyle \cos \gamma } | = | {\displaystyle {\frac {\cos c-\cos a\cdot \cos b}{\sin a\cdot \sin b}}}                                                        |
| So folgt für {\displaystyle \gamma }:                            | {\displaystyle \gamma }      | = | {\displaystyle \arccos \left[{\frac {\cos c-\cos a\cdot \cos b}{\sin a\cdot \sin b}}\right]}                                   |
| Ersetzt man die drei Dreiecksseiten {\displaystyle a,b,c} folgt: | {\displaystyle \gamma }      | = | {\displaystyle \arccos \left[\sec \delta \cdot \sec \varphi \cdot (-\sin \sigma -\sin \delta \cdot \sin \varphi )\right]}      |
| Bei Sonnenaufgang {\displaystyle (\sigma _{SR}=50')} ist:        | {\displaystyle \gamma _{SR}} | = | {\displaystyle \arccos \left[\sec \delta \cdot \sec \varphi \cdot (-\sin \sigma _{SR}-\sin \delta \cdot \sin \varphi )\right]} |

und damit:
```

  

    

      

        

          
t

          

            
D

          

        

        
(

        
φ

        
,

        
δ

        
,

        
σ

        
)

        
=

        

          

            

              
arccos

              
⁡

              

                
[

                

                  
sec

                  
⁡

                  
δ

                  
⋅

                  
sec

                  
⁡

                  
φ

                  
⋅

                  
(

                  
−

                  
sin

                  
⁡

                  
σ

                  
−

                  
sin

                  
⁡

                  
δ

                  
⋅

                  
sin

                  
⁡

                  
φ

                  
)

                

                
]

              

              
−

              
arccos

              
⁡

              

                
[

                

                  
sec

                  
⁡

                  
δ

                  
⋅

                  
sec

                  
⁡

                  
φ

                  
⋅

                  
(

                  
−

                  
sin

                  
⁡

                  

                    
50

                    
′

                  

                  
−

                  
sin

                  
⁡

                  
δ

                  
⋅

                  
sin

                  
⁡

                  
φ

                  
)

                

                
]

              

            

            

              
360

              

                
∘

              

            

          

        

        
⋅

        
1440

        
min

      

    

    
{\displaystyle t_{D}(\varphi ,\delta ,\sigma )={\frac {\arccos \left[\sec \delta \cdot \sec \varphi \cdot (-\sin \sigma -\sin \delta \cdot \sin \varphi )\right]-\arccos \left[\sec \delta \cdot \sec \varphi \cdot (-\sin 50'-\sin \delta \cdot \sin \varphi )\right]}{360^{\circ }}}\cdot 1440\min }

  

```

Mit dieser Formel wird die Dauer der drei Dämmerungsphasen mit {\displaystyle \sigma =6^{\circ },12^{\circ },18^{\circ }} als Funktion der Breite {\displaystyle \varphi } und der Deklination {\displaystyle \delta } berechnet.

Dauer der Dämmerungsphasen in Abhängigkeit von der geographischen Breite
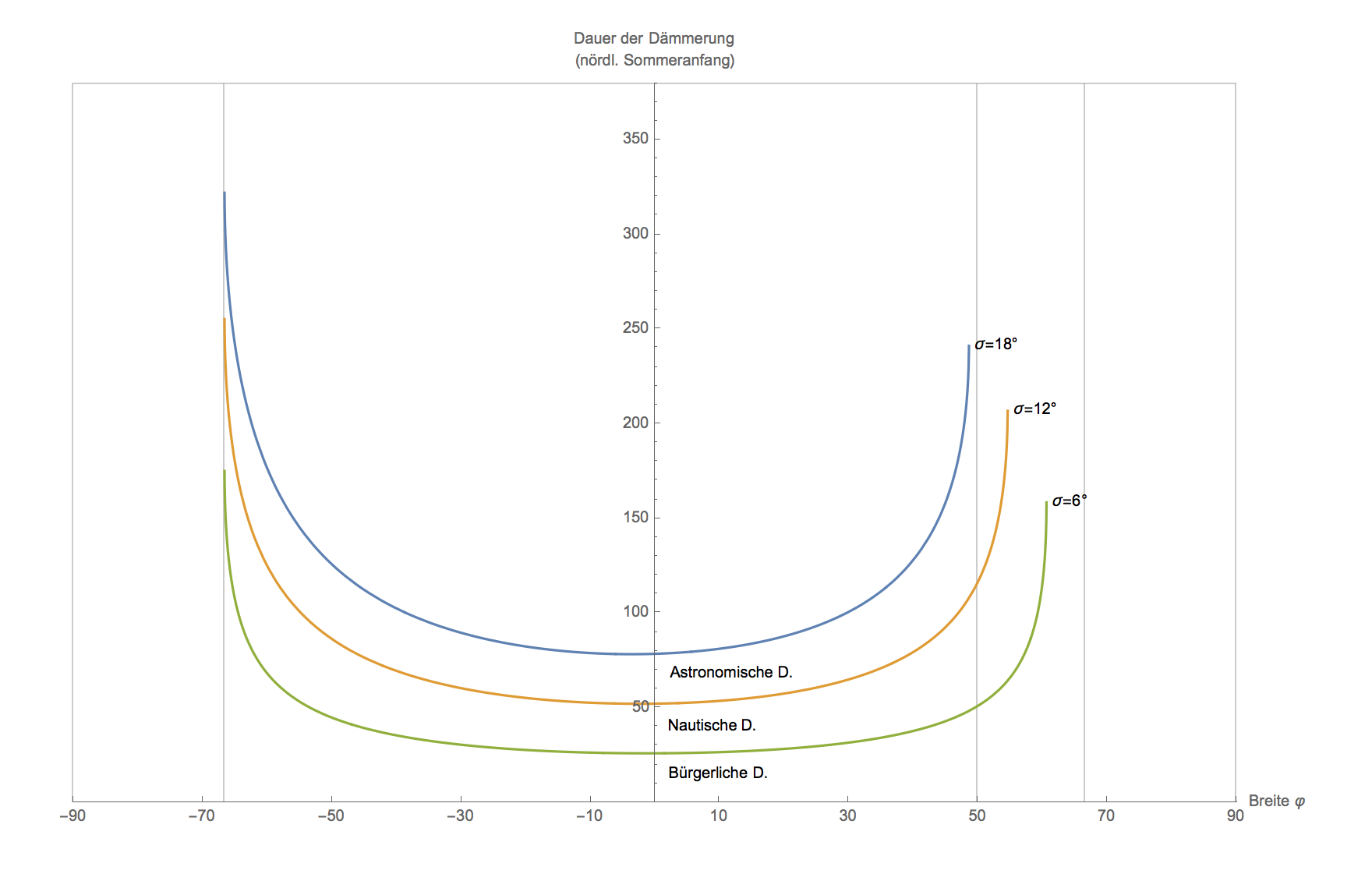
Nördlicher Sommeranfang (Polarkreise bei 66.6° Nord und 66.6° Süd)
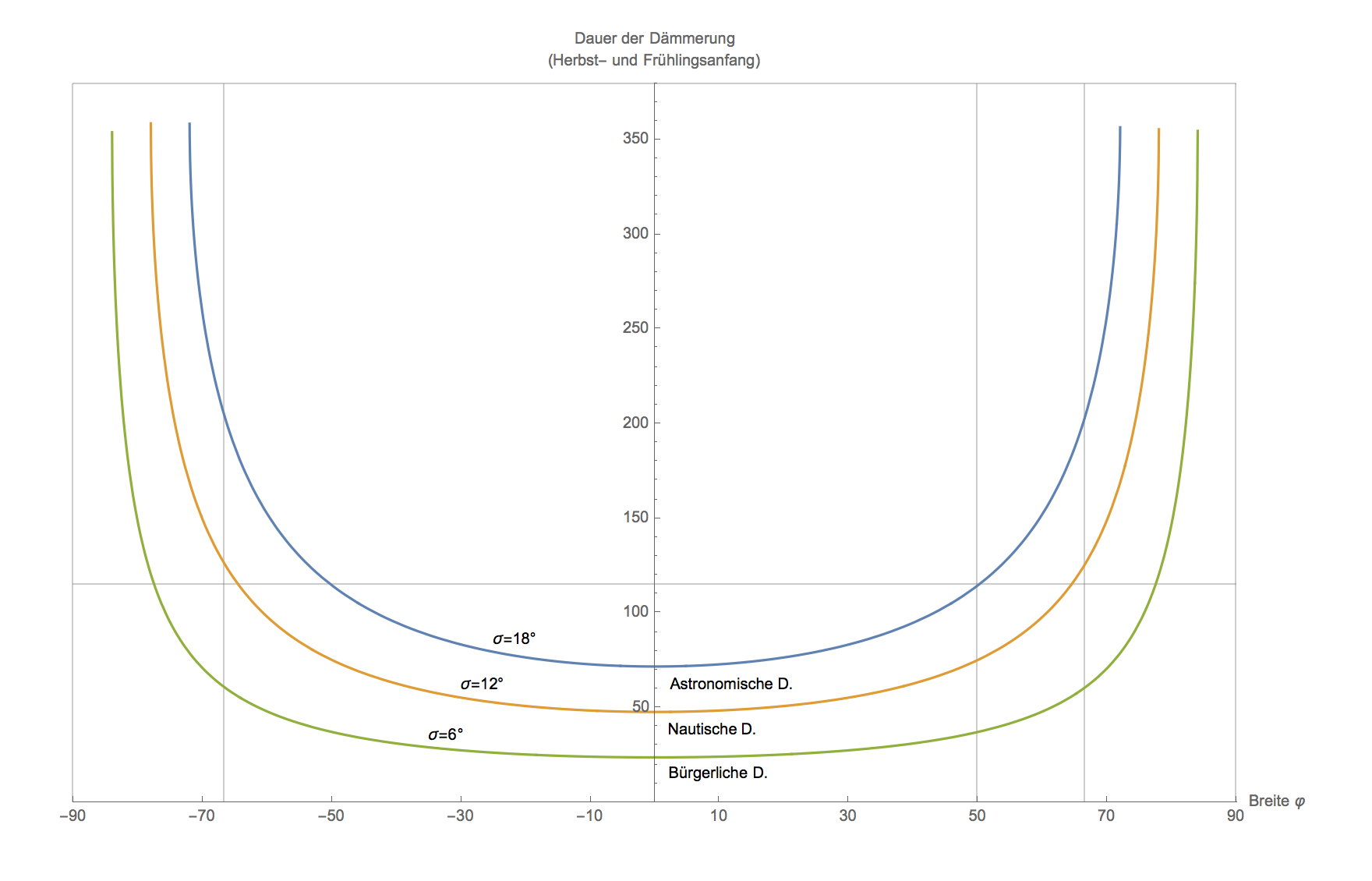
Herbst- und Frühlingsanfang (Polarkreise bei 66.6° Nord und 66.6° Süd)
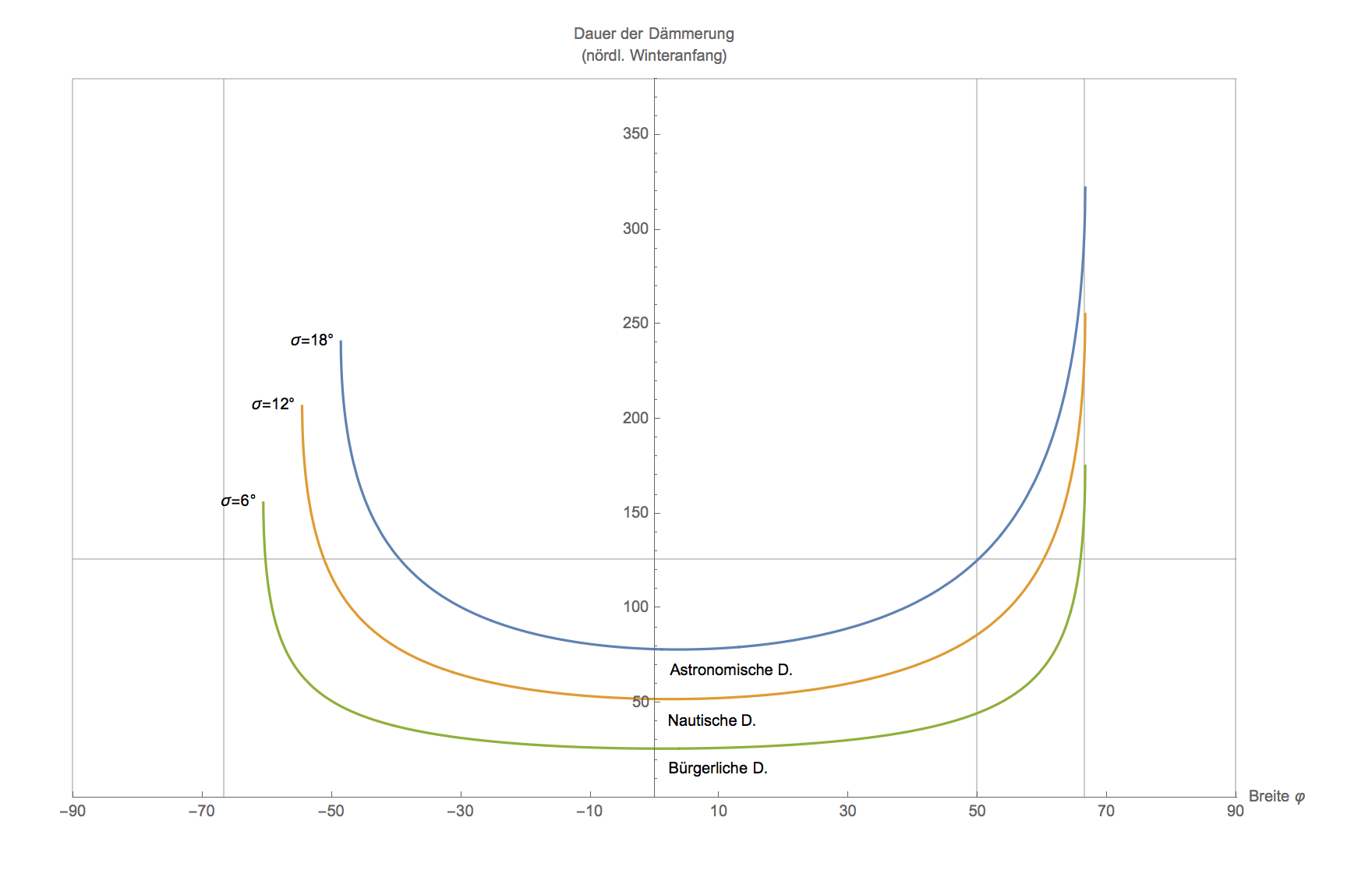
Nördlicher Winteranfang (Polarkreise bei 66.6° Nord und 66.6° Süd)

##### Beispiele
| Tag                | Datum                                       | bürgerlich | nautisch | astronomisch |
| ------------------ | ------------------------------------------- | ---------- | -------- | ------------ |
| Wintersonnenwende  | 21. Dezember                                | 23 min     | 49 min   | 75 min       |
| Tagundnachtgleiche | 19. bis 21. März und 22. oder 23. September | 21 min     | 45 min   | 69 min       |
| Sommersonnenwende  | 21. Juni                                    | 23 min     | 49 min   | 75 min       |

| Tag                | Datum                               | bürgerlich | nautisch | astronomisch |
| ------------------ | ----------------------------------- | ---------- | -------- | ------------ |
| Wintersonnenwende  | 21. Dezember                        | 26 min     | 56 min   | 86 min       |
| Tagundnachtgleiche | 21. März und 22. oder 23. September | 24 min     | 52 min   | 80 min       |
| Sommersonnenwende  | 21. Juni                            | 27 min     | 61 min   | 97 min       |

| Tag                | Datum                               | bürgerlich | nautisch | astronomisch    |
| ------------------ | ----------------------------------- | ---------- | -------- | --------------- |
| Wintersonnenwende  | 21. Dezember                        | 39 min     | 80 min   | 120 min         |
| Tagundnachtgleiche | 21. März und 22. oder 23. September | 32 min     | 70 min   | 110 min         |
| Sommersonnenwende  | 21. Juni                            | 45 min     | 110 min  | (nicht beendet) |

Für große geografische Breiten und bestimmte Jahreszeiten kann es vorkommen, dass einige Dämmerungsphasen nicht erreicht werden. Für diese Breiten und Deklinationen liefert die Formel zur Berechnung der Dämmerungsdauer keinen reellen Wert.

#### Polartag und -nacht

Blaues Dämmerlicht während der Polarnacht in Longyearbyen, Spitzbergen (78,21° N, 15,61° O)

- Am Tag der Sommersonnenwende geht die Sonne in den Polargebieten nicht unter, sondern ist noch als Mitternachtssonne zu sehen. Wegen der atmosphärischen Refraktion kann dies schon ab etwa 65,7° geographischer Breite, etwas unterhalb des Polarkreises, der Fall sein. In dieser Zeit tritt hier also überhaupt keine Dämmerung ein. Oberhalb des Polarkreises ist dies in höheren Breiten über einen zunehmend längeren Zeitraum hinweg der Fall. Nahe den geographischen Polen geht die Sonne schließlich während des ganzen Sommerhalbjahrs, zwischen den Frühlings- und Herbst-Tagundnachtgleichen, nicht unter. Dieser Zeitraum wird als Polartag bezeichnet.
- Polarnacht heißt demgegenüber der Zeitraum, wenn in den polnahen Regionen die Sonne unter dem Horizont bleibt. In dieser Zeitspanne tritt in höheren Breitengraden also nur Dämmerungslicht auf. Um den Tag der Wintersonnenwende ist die Dämmerung am düstersten, am Pol ist es dunkle Nacht.

#### Mitternachtsdämmerung

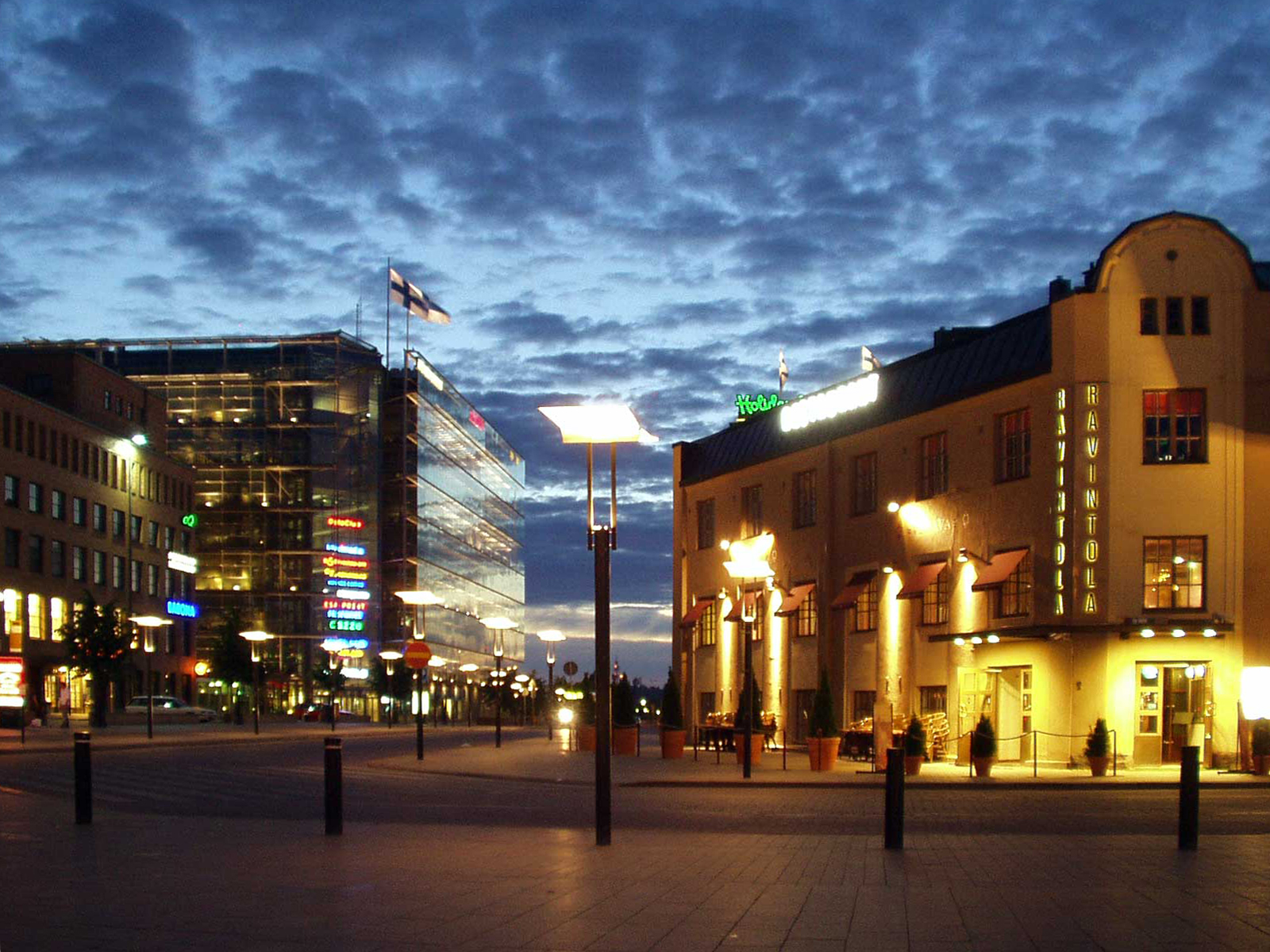
Weiße Nacht – Mitternacht zur Sonnenwende in Helsinki (24. Juni 2005)

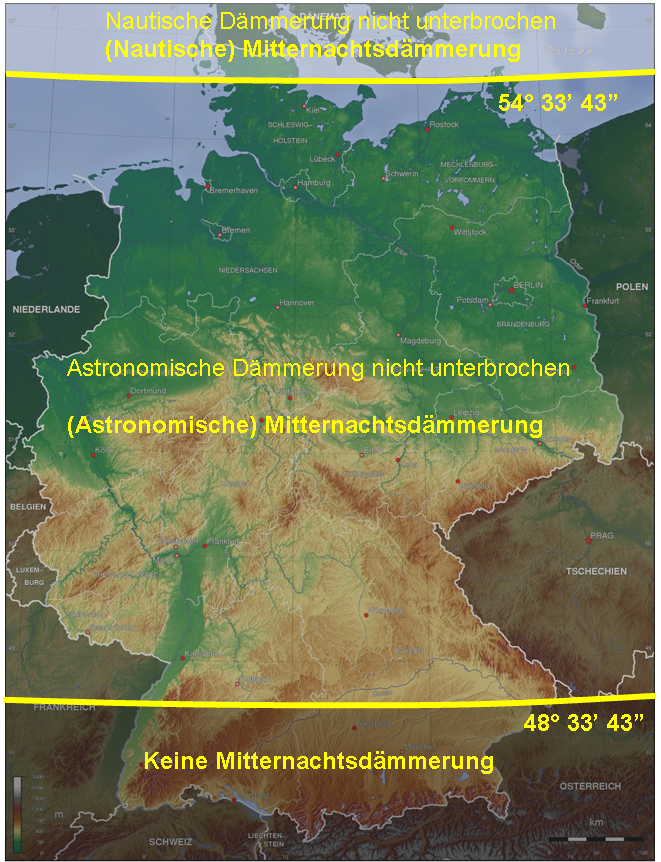
Die Dämmerung in Deutschland an einem 21. Juni

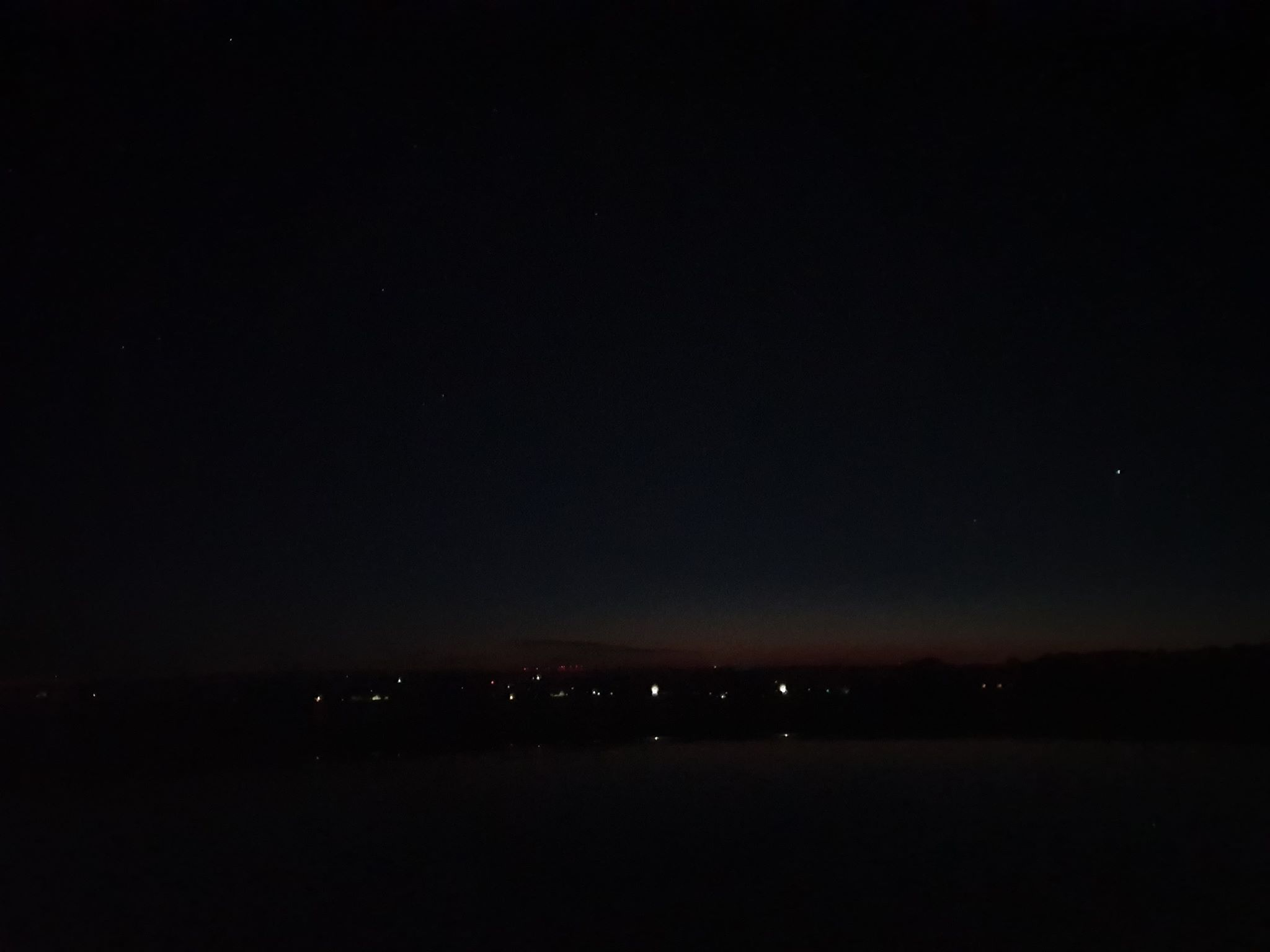
Mitternachtsdämmerung am Südrand des Norddeutschen Tieflands (29. Juni; 52,28° N, 8,59° O)

Mitternachtsdämmerung sowie nachtleuchtende Wolken (Anfang Juli; 53,94° N, 10,67° O)

- Auf allen Breitengraden größer als 60,564° (90° – 6° – {\displaystyle \varepsilon })[11] gibt es im Sommer Nächte, in denen die bürgerliche Abenddämmerung in die bürgerliche Morgendämmerung übergeht, das heißt, es wird keine nautische Dämmerung erreicht, weil die Sonne während der ganzen Nacht weniger als 6 Grad unter dem wahren Horizont steht. Man spricht von Weißer Nacht oder von Mitternachtsdämmerung.
- Auf allen Breitengraden größer als 54,564° (90° – 12° – {\displaystyle \varepsilon })[11] gibt es im Sommer Nächte, in denen die nautische Abenddämmerung in die nautische Morgendämmerung übergeht, das heißt, es wird keine astronomische Dämmerung erreicht, weil die Sonne während der ganzen Nacht weniger als 12 Grad unter dem wahren Horizont steht. Dies passiert nur im höchsten Norden Deutschlands (nördliches Schleswig-Holstein, Nordspitze der Insel Rügen). Man spricht auch hier von Mitternachtsdämmerung.

- Auf allen Breitengraden größer als 48,564° (90° – 18° – {\displaystyle \varepsilon })[11] gibt es im Sommer Nächte, in denen die astronomische Dämmerung nicht beendet wird, weil die Sonne während der ganzen Nacht weniger als 18 Grad unter dem wahren Horizont steht. Daher wird es nicht dunkle Nacht, sondern bleibt bei einer Mitternachtsdämmerung. Dies passiert in fast ganz Deutschland; nur im Bereich südlich ungefähr der Linie Straßburg-Passau ist keine Mitternachtsdämmerung zu erleben.

## Optische Phänomene
Während der Dämmerung kommt es zur Ausprägung typischer Dämmerungsfarben und anderer optischer Phänomene. Dabei handelt es sich um Erscheinungen in der Morgen- und Abenddämmerung eines atmosphäretragenden Planeten oder Mondes. Auf der Erde gibt es dazu eine Fülle optischer Phänomene und Leuchterscheinungen.

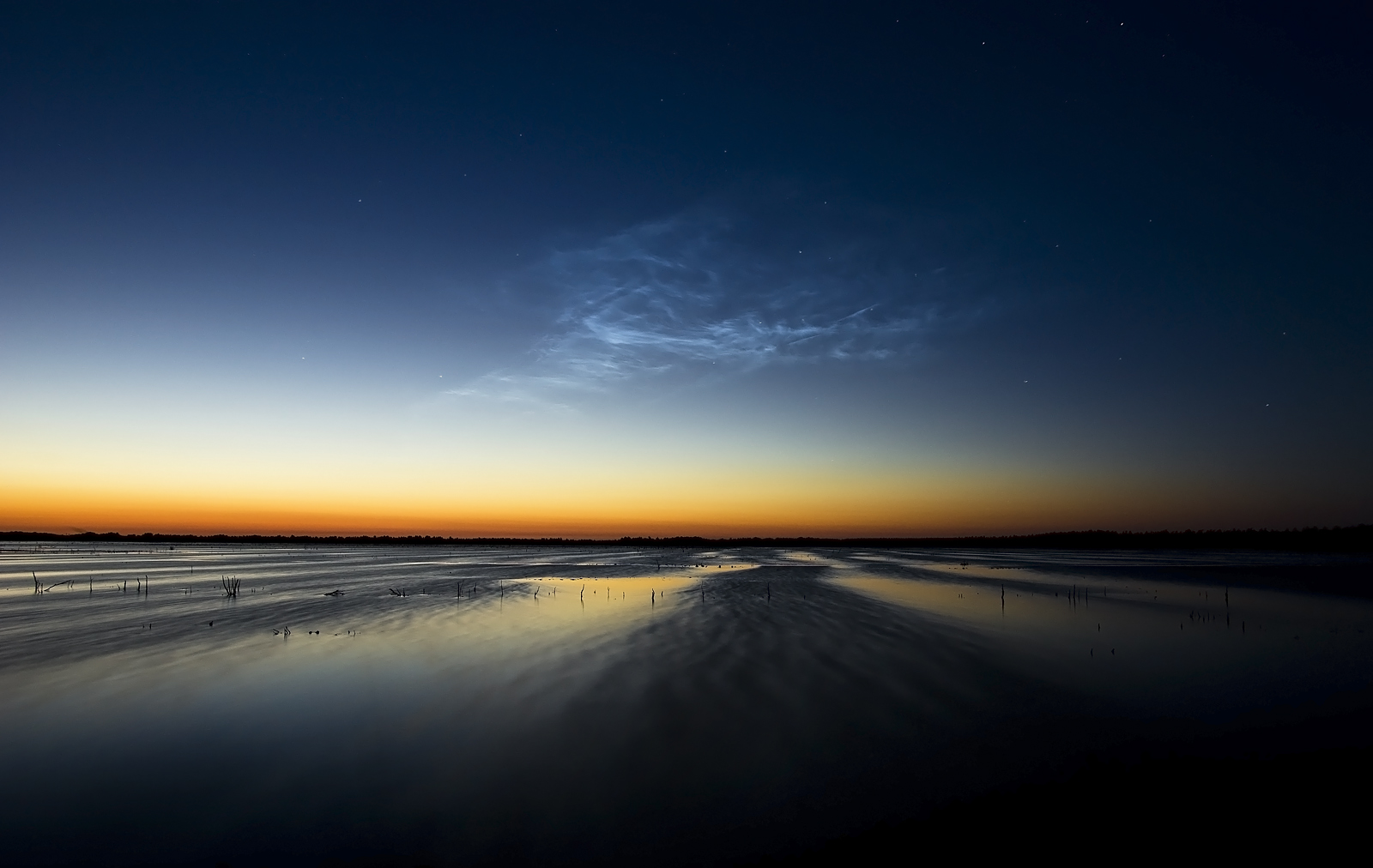
Leuchtende Nachtwolken und farbiger Horizontalstreifen über dem drentschen Bargerveen (23. Juni; 52,65° N, 7,17° O)

Optische Phänomene bei der bürgerlichen Dämmerung in Abhängigkeit von Wetter- und Beobachtungsbedingungen können sein:
- Erdschattenbogen: Bei klarem Himmel über dem Horizont sichtbare Projektion des Schattens der Erde in den gegenüberliegenden Dämmerungshimmel.
- Purpurlicht: Entsteht durch kleine Staubpartikel in der Atmosphäre und lässt Teile des Himmels purpurfarben erscheinen.
- Gegendämmerung: Farbiger Widerschein der aufgehenden oder untergehenden Sonne im gegenüberliegenden Himmelssegment.
- Alpenglühen: Farbiges Streulicht des Sonnenuntergangs und -aufgangs auf Gebirgszügen oder Bergketten.
- Perlmuttwolken: Säureeiswolken der Stratosphäre, die infolge der Beugung von Sonnenlicht an den Kristallen entsprechend reine Interferenzfarben sichtbar werden lassen.
- Blaue Stunde: Das tiefe Himmelsblau während der Dämmerung wird fast vollständig von der oberen Ozonschicht verursacht.
- Grüner Blitz: Durch die wellenlängenabhängige Brechung des Sonnenlichts entsteht ein kurz sichtbarer grüner Strahl.

Optische Phänomene bei der nautischen Dämmerung können sein:
- Farbiger Horizontalstreifen: Ein farbiger meist glutroter Streifen oberhalb weiter Bereiche des Horizonts, der bis zu 180 Grad betragen kann.
- Nach-Purpurlicht: Ein seltenes schwaches purpurfarbenes Nachleuchten des Himmels, wenn die Sonne mehr als 12 Grad unter dem Horizont steht.
- Leuchtende Nachtwolken: Eine weißliche wolkenartige Ansammlungen von Eiskristallen oberhalb der Mesosphäre in der Mesopause in 81 bis 85 Kilometer Höhe

Den typischen Verlauf einer Dämmerung in Mitteleuropa im 19. Jahrhundert sowie die Vielfalt dabei zu beobachtender Erscheinungen hat Wilhelm von Bezold ausführlich beschrieben.